# Francesco Antonioni
Francesco Antonioni (Teramo, 13 ottobre 1971) è un compositore italiano.

## Biografia
Autore di musica sinfonica, cameristica, elettronica e di teatro musicale, la sua musica è stata commissionata ed eseguita dall'Orchestra dell'Accademia Nazionale di Santa Cecilia, Ensemble Modern, Birmingham Contemporary Music Group, MITO SettembreMusica, Biennale di Venezia (2001, 2010, 2016), Albany Symphony Orchestra. Dal 2009 le sue partiture sono edite da Casa Ricordi.
Nel gennaio 2009, la prima esecuzione assoluta di Ballata, commissionata dal Birmingham Contemporary Music Group e diretta da George Benjamin, ha riscosso grande apprezzamento: «A composer who knows exactly what he wants and how to achieve it», ha scritto il Guardian. La composizione è stata poi ripresa al festival RAI Nuova Musica, con l'Orchestra Sinfonica Nazionale della Rai di Torino, poi di nuovo dal Birmingham Contemporary Music Group diretto da George Benjamin alla Wigmore Hall di Londra, ed alla Philharmonie di Colonia.
Nel febbraio 2014 l'Orchestra dell'Accademia Nazionale di Santa Cecilia, diretta da Antonio Pappano ha eseguito Gli occhi che si fermano, con grande successo di pubblico e critica 
Nel marzo 2017 Vladimir Ashkenazy ha diretto la prima esecuzione di Northern light, after the thaw, per viola, clarinetto e orchestra d'archi.
Attivo nel campo della divulgazione musicale, dal 2001 lavora come conduttore radiofonico su Rai Radio 3 (Radio3-suite, Primo Movimento, Lezioni di Musica), e dal 2015 conduce trasmissioni musicali su Rai 5.